# Aukane Island
Aukane Island, auch Aukane Islet genannt, ist eine kleine, nur dürftig bewachsene Koralleninsel im Nordosten des Archipels der Torres-Strait-Inseln. Die unbewohnte Insel ist 800 Meter lang, etwa 350 Meter breit und liegt am nordwestlichen Rand einer etwa vier Quadratkilometer großen, fast kreisrunden Riffplattform.
Die Insel befindet sich neun Kilometer östlich von Layoak Island und 9,5 Kilometer nördlich von Mimi Island. Sie zählt zur Gruppe der Bourke-Inseln, welche verwaltungstechnisch zu den Central Islands, einer Inselregion im Verwaltungsbezirk Torres Shire des australischen Bundesstaats Queensland, gehören.